# Mariusz Wieczorek

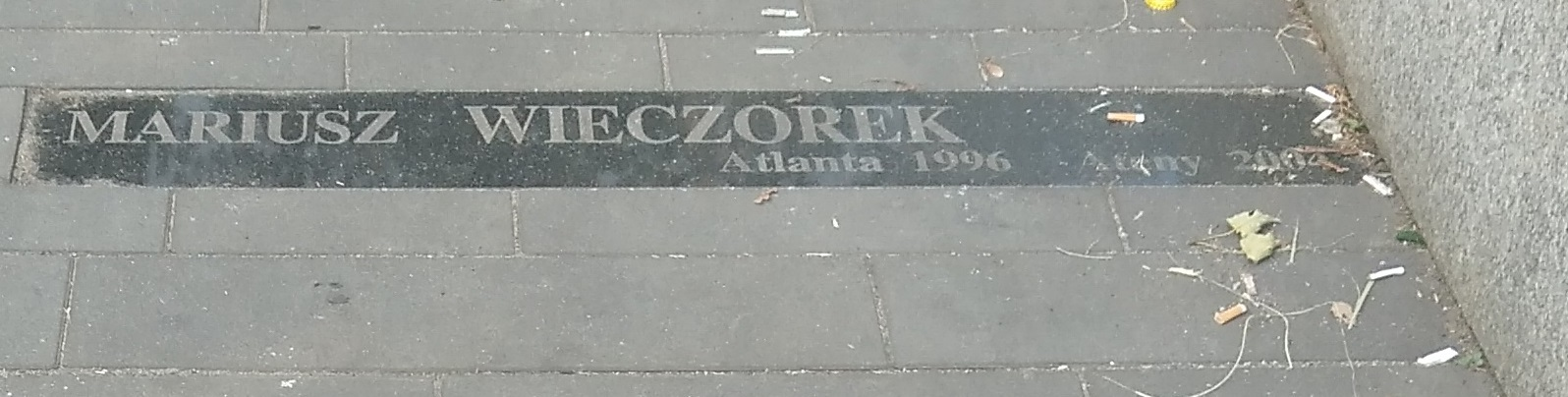
Tablica Mariusza Wieczorka w Drzewicy.

Mariusz Wieczorek (ur. 14 marca 1976 w Opocznie) – polski kajakarz górski, olimpijczyk z Atlanty 1996 i Aten 2004.
Medalista mistrzostw Polski:
- złoty
  - w konkurencji C-1 x 3 slalom drużynowo w roku 2004[1]
  - w konkurencji C-1 slalom indywidualnie w roku 2005[2]
- srebrny
  - w konkurencji C-1 slalom indywidualnie w roku 2004[1]
- brązowy
  - w konkurencji C-1 slalom indywidualnie w roku 2007[3], 2008[4], 2009[5]
  - w konkurencji C-1 x 3 slalom drużynowo w roku 2008[4]

Na igrzyskach olimpijskich w Atlancie w 1996 roku zajął 11. miejsce, a w Atenach w 2004 zajął 10. miejsce w konkurencji C-1 slalom indywidualnie.
Nie należy go mylić z Mariuszem Wieczorkiem (1977–2009), kajakarzem uprawiającym konkurencje klasyczne.
W 2018 r. tablica upamiętniająca osiągnięcia Mariusza Wieczorka została wmurowana przy Skwerze im. Drzewickich Olimpijczyków w Drzewicy.